# Ютіка (Індіана)
Ютіка (англ. Utica) — місто (англ. town) в США, в окрузі Кларк штату Індіана. Населення — 860 осіб (2020).

## Географія
Ютіка розташована за координатами 38°20′22″ пн. ш. 85°39′21″ зх. д. / 38.33944° пн. ш. 85.65583° зх. д. (38.339357, -85.655760).  За даними Бюро перепису населення США в 2010 році місто мало площу 3,74 км², з яких 3,28 км² — суходіл та 0,46 км² — водойми.

## Демографія
Згідно з переписом 2010 року, у місті мешкало 776 осіб у 328 домогосподарствах у складі 212 родин. Густота населення становила 207 осіб/км².  Було 379 помешкань (101/км²).
Расовий склад населення:
| - 89,6 % — білих - 3,4 % — чорних або афроамериканців - 1,9 % — азіатів - 0,8 % — корінних американців - 1,9 % — осіб інших рас |

До двох чи більше рас належало 2,4 %. Частка іспаномовних становила 3,4 % від усіх жителів.
За віковим діапазоном населення розподілялося таким чином: 19,3 % — особи молодші 18 років, 66,5 % — особи у віці 18—64 років, 14,2 % — особи у віці 65 років та старші. Медіана віку мешканця становила 43,3 року. На 100 осіб жіночої статі у місті припадало 91,1 чоловіків;  на 100 жінок у віці від 18 років та старших — 92,6 чоловіків також старших 18 років.
Середній дохід на одне домашнє господарство  становив 56 291 долар США (медіана — 47 833), а середній дохід на одну сім'ю — 65 777 доларів (медіана — 54 583). За межею бідності перебувало 9,0 % осіб, у тому числі 12,1 % дітей у віці до 18 років та 6,0 % осіб у віці 65 років та старших.
Цивільне працевлаштоване населення становило 337 осіб. Основні галузі зайнятості: освіта, охорона здоров'я та соціальна допомога — 26,1 %, роздрібна торгівля — 16,0 %, виробництво — 11,6 %, транспорт — 9,2 %.